# Juan de la Cierva
Juan de la Cierva y Codorníu (Murcia, 21 settembre 1895 – Croydon, 9 dicembre 1936) è stato un ingegnere, inventore e aviatore spagnolo, fondatore nel 1925 della Cierva Autogiro Company e considerato uno dei pionieri dell'aviazione.
Il suo nome è legato all'invenzione dell'autogiro, un velivolo di nuova concezione che univa le caratteristiche di un normale aeroplano a quelle del futuro elicottero, e che perfezionò dal 1919, anno in cui volò per la prima volta un prototipo del nuovo velivolo, fino al 1936, anno in cui trovò la morte in un incidente di volo, all'Aeroporto di Croydon.
Nel 1925, dopo una dimostrazione organizzata per l'Air Ministry britannico interessato ai suoi studi, fonda con la collaborazione dell'imprenditore scozzese James G. Wier l'azienda che prenderà il suo nome, la Cierva Autogiro Company e che fornirà velivoli sia per uso civile che militare, questi ultimi utilizzati dalla Royal Air Force come osservatori e ricognitori.